# Nenzing
Nenzing ist eine Marktgemeinde im Bezirk Bludenz des österreichischen Bundeslands Vorarlberg mit 6528 Einwohnern (Stand 1. Jänner 2025).

## Geografie
Nenzing liegt im westlichsten Bundesland Österreichs, Vorarlberg, im Bezirk Bludenz auf 533 Metern Höhe. Das gesamte Gamperdonatal und die angrenzende Hänge der Galina-Gruppe und der Fundlkopf-Gruppe gehören zum Gemeindegebiet. Mit einer Fläche von 110,31 km² ist Nenzing die viertgrößte Gemeinde Vorarlbergs. 49,3 % der Fläche sind bewaldet, 21,1 % der Fläche Alpen. Mit 2859 m ü. A. ist der Panüler der höchste Berg der Gemeinde. Der Naturpark Nenzinger Himmel liegt auf 1370 m ü. A. und die Alpe Gamp auf 1564 m ü. A.

### Gemeindegliederung
Ortsteile der Gemeinde sind (in Klammer die Einwohnerzahlen mit Stand 1. Jänner 2025):
- Nenzing-Dorf
- Beschling (552)
- Gurtis (310)
- Halden
- Heimat
- Latz (132)
- Mariex
- Motten
- Roßnis
- Rungeletsch

### Nachbargemeinden
Nenzing grenzt im Süden an die Schweiz und im Südwesten an das Fürstentum Liechtenstein. (FK = Bezirk Feldkirch)
| Frastanz (FK)  | Satteins (FK) Bludesch                      | Ludesch             |
| Balzers Schaan | Kompassrose, die auf Nachbargemeinden zeigt | Nüziders Bürserberg |
| Triesenberg    | Maienfeld Seewis                            | Brand               |

## Geschichte

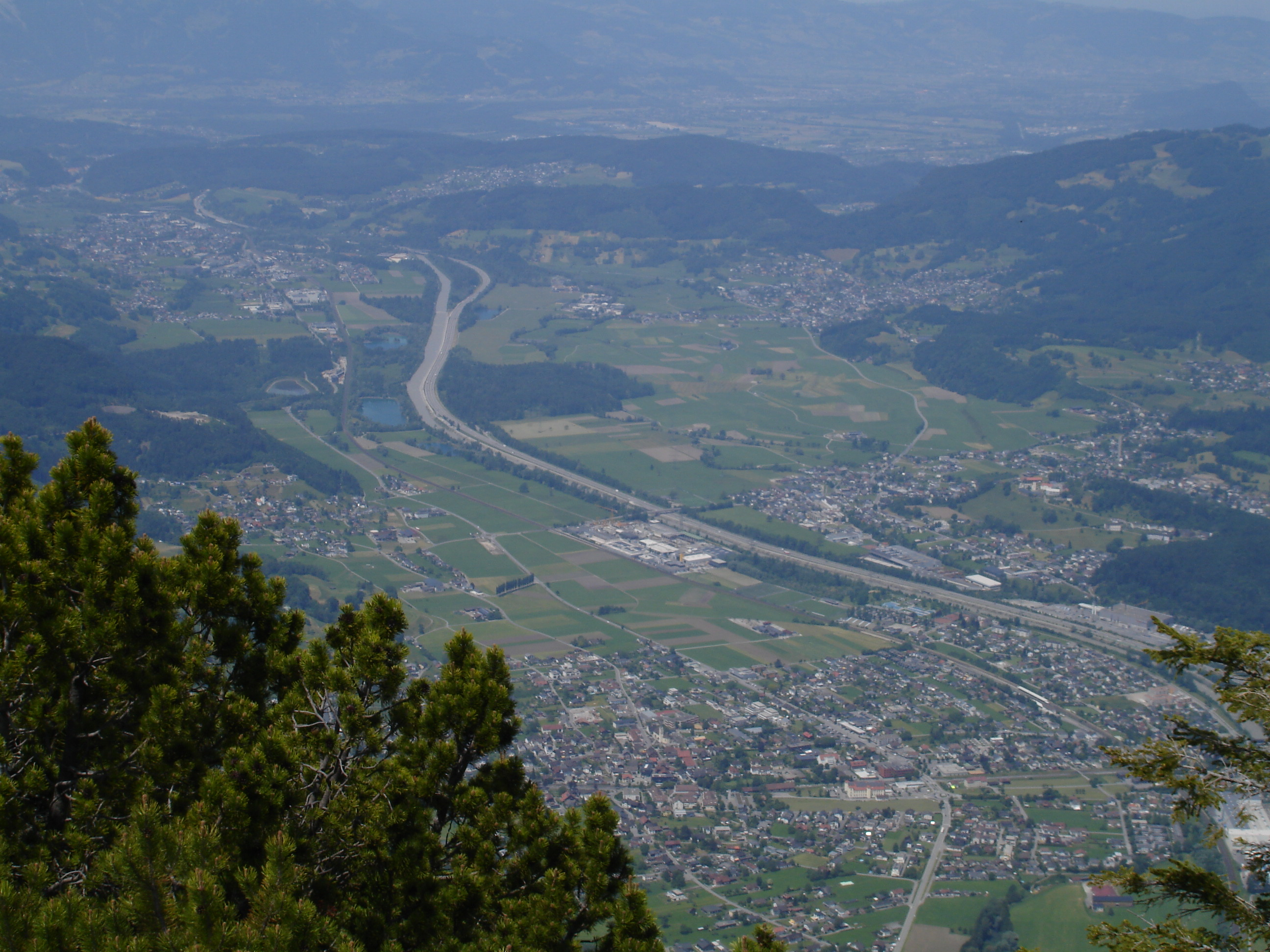
Blick vom Schwarzköpfle auf Nenzing und den Walgau. Die Getzner-Spinnerei ist gut zu erkennen.

Die erste nachgewiesene Dauersiedlung aus der Bronze- und Eisenzeit befindet sich auf dem Scheibenstuhl westlich von Nenzing. Später wurde von Römern eine Befestigungs- und Verteidigungsanlage gegen die Alemannen erbaut.
Die aus dem Gebiet des heutigen Schweizer Kantons St. Gallen stammenden Ritter von Ramschwag erbauten im Zeitraum von 1270 bis 1290 die Burganlage Welsch-Ramschwag. Die Burg und das Burggut Welsch-Ramschwag kamen 1360 als Lehen zu Österreich.
In der ersten Hälfte des 15. Jahrhunderts gründeten Walser die Siedlung Nenzingerberg, die bis ins 20. Jahrhundert auf neun Einzelhöfen ca. 50 Einwohner zählte. 1955 verließen die letzten Walser den Nenzingerberg. Die meisten Häuser wurden abgebrochen und durch Alpgebäude ersetzt. Erhalten ist die Kapelle (St. Martinskirche). Von zumindest 1815 bis 1920 (Brand des Schulhauses) bestand am Nenzingerberg eine eigene Schule.
Im Jahre 1474 wurde die Grafschaft Sonnenberg, zu der auch Nenzing gehörte, österreichischer Besitz.
Bei einem großen Brand im Jahre 1633 verbrannten im Dorf Kirche, Pfarrhof und 48 Häuser, die Pest forderte wieder ihre Opfer, und der Dreißigjährige Krieg brachte Armut und Hungersnöte. Ein zweites Mal wurden 1724 Teile des Dorfes durch einen Großbrand zerstört, und 1762 gab es ein Hochwasser an der Meng. Frastanz und Nenzing bildeten in früherer Zeit eine Art Doppelgemeinde. Bis ins 18. Jahrhundert waren beide Gemeinden als kleine Gnos unter den Bruggen eine steuerliche Einheit. Kirchlich gehören die Nenzinger Ortsteile Motten, Mariex und Mittelberg seit 1785 zu Frastanz.
In den Wirren der Napoleonischen Kriege kämpften auch Nenzinger auf Seiten Andreas Hofers gegen die Bayern und Franzosen.
Die Habsburger regierten die Orte in Vorarlberg wechselnd von Tirol und Vorderösterreich (Freiburg im Breisgau) aus. Von 1805 bis 1814 gehörte der Ort zu Bayern, dann wieder zu Österreich.
Zum österreichischen Bundesland Vorarlberg gehört Nenzing seit der Gründung 1861. 1872 wurde eine Eisenbahnlinie durch die Gemeinde gebaut.
Der Ort war 1945 bis 1955 Teil der französischen Besatzungszone in Österreich. 1993 wurde Nenzing zur Marktgemeinde erhoben.
Am 22. Mai 2016 geriet der Ort in die internationalen Schlagzeilen, nachdem ein 27-jähriger Vorarlberger bei einem Konzert wahllos in die Menge geschossen und dabei zwei Männer und im Anschluss sich selbst getötet hatte. Zwölf weitere Opfer überlebten mit Verletzungen.
Am 4. Dezember 2019 erhielt die Marktgemeinde Nenzing den Austrian SDG-Award und wurde damit als Pionier bei der Umsetzung der UN-Nachhaltigkeitsziele (SDGs) in Österreich ausgezeichnet. Dies war das erste Mal, dass der Senat der Wirtschaft, unterstützt durch den Österreichischen Nationalrat und das Bundesministerium für Nachhaltigkeit und Tourismus, den Austrian SDG-Award auch für nachhaltig agierende Gemeinden und Städte in Österreich ausgeschrieben hatte, und für Vorarlberg wurden für das Jahr 2019 Nenzing und die Landeshauptstadt Bregenz ausgezeichnet.
Im Zuge der COVID-19-Pandemie in Österreich im Jahr 2020 wurden die Nenzinger Ortsteile Nenzing-Dorf und Beschling am 22. März unter Quarantäne gestellt. Diese Maßnahme, die es den Bewohnern der betroffenen Gebiete untersagte, diese ohne wichtigen Grund zu verlassen, wurde von der Vorarlberger Landesregierung angeordnet, nachdem am Samstag, dem 21. März 2020 in Nenzing 22 Personen positiv auf SARS-CoV-2 getestet worden waren. Am 3. April wurde die Quarantäne-Maßnahme wieder aufgehoben.

### Bevölkerungsentwicklung
Ende 2002 betrug der Ausländeranteil an der Bevölkerung 10,8 Prozent.
Da sowohl Geburtenbilanz als auch Wanderungsbilanz seit Jahrzehnten positiv sind, wächst die Einwohnerzahl der Gemeinde stark.

## Kultur und Sehenswürdigkeiten

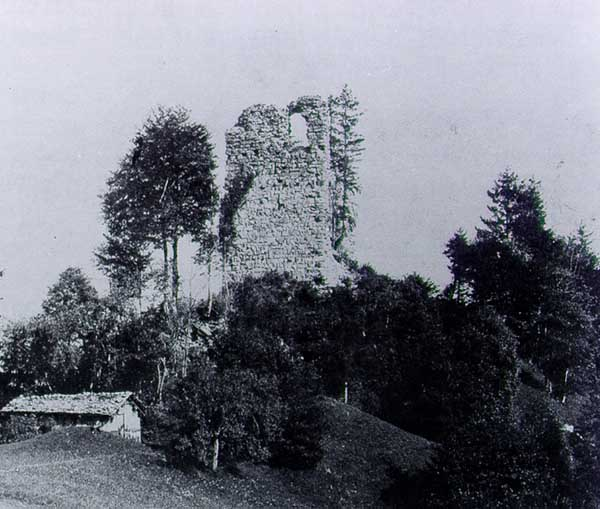
Burgruine Ramschwag im Weiler Bazul, Foto um 1905

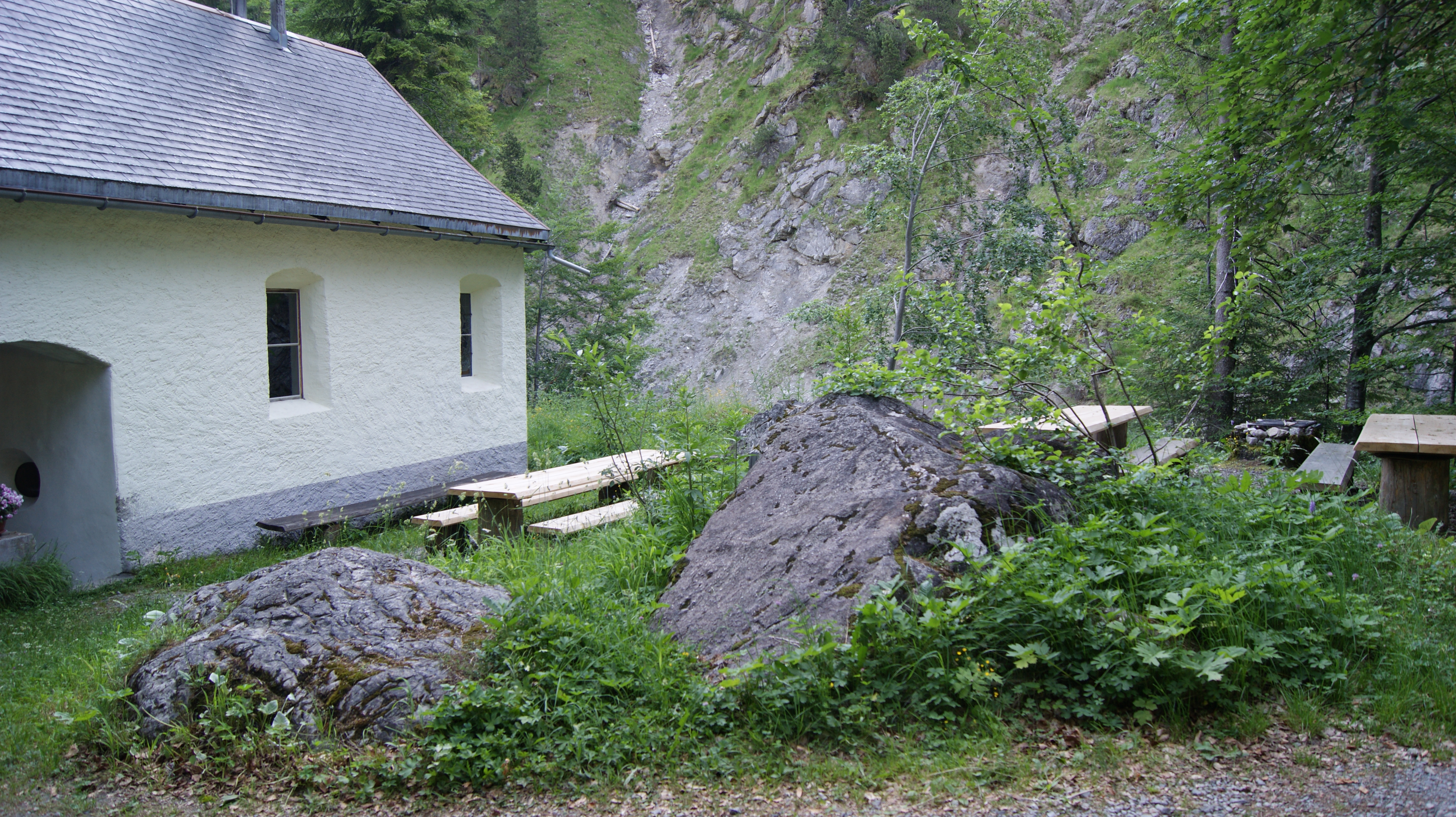
Gneisfindlinge am Gamperdonaweg

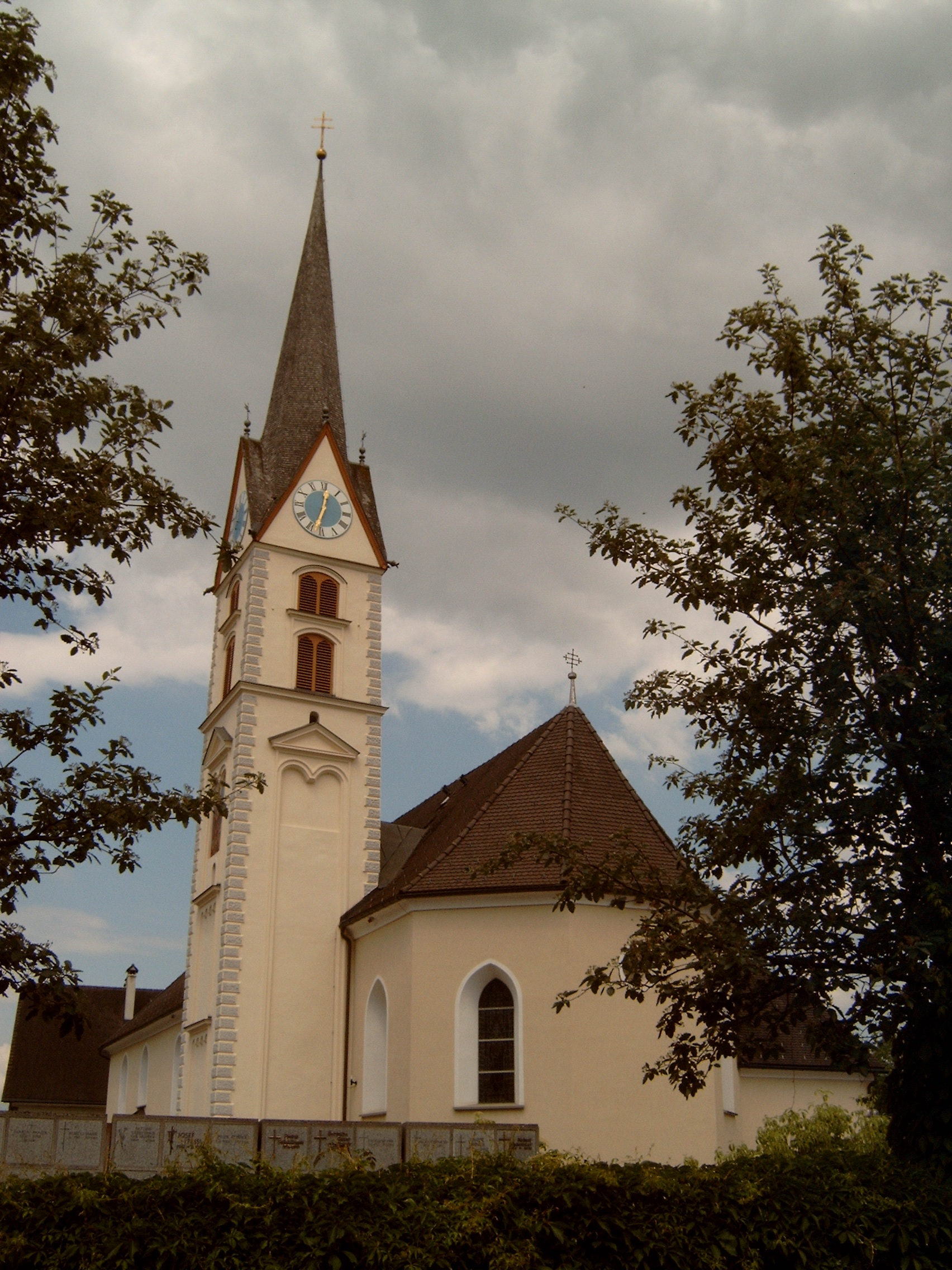
Pfarrkirche Nenzing

- Bergkastell Stellfeder: Das spätrömische Bergkastell Stellfeder aus dem 4. bis 5. Jahrhundert ist eine Ruine am Ausgang des Gamperdonatales.
- Gampfall (Wasserfall im Gamperdonatal / Mengschlucht).
- Burg Welsch-Ramschwag: Die Burg Welsch-Ramschwag wurde in den Jahren 1270 bis 1290 durch die Herren von Ramschwag, einem Adelsgeschlecht aus dem heutigen Kanton St. Gallen erbaut. Die Burg hatte keinen langen Bestand, denn aufgebrachte Walgauer Bauern zerstörten am 28. September 1405 im Appenzellerkrieg die Anlage, und seither ist Welsch-Ramschwag eine Ruine. Von 1997 bis 2000 erfolgte eine Restaurierung der Ruine.[8]
- Katholische Pfarrkirche Nenzing hl. Mauritius: Die Barockkirche mit karolingischen und gotischen Elementen der Vorgängerkirchen und barocker Ausstattung ist in einer der ältesten Pfarren Vorarlbergs. Unterhalb des Chorraumes wurden die Fundamente der ältesten nachgewiesenen Kirche des Landes aus dem frühen 6. Jahrhundert ergraben.
- Martinskirche Beschling: spätgotische Kirche, im Barockstil erweitert, mit spätgotischem Flügelaltar von 1484 und einer Holzbilderdecke aus dem 17. Jahrhundert. Diese Kassettendecke wurde teilweise vom Nenzinger Künstler Christian Lutz gestaltet.
- Kirche Maria Heimsuchens Gurtis: 1791 erbaut.
- Kapelle Latz Hl. Valentin und Hl. Magnus: um 1630, während der Pestzeit erbaut, im Jahre 2000 restauriert
- Spinnerei Getzner: Die Spinnereibetriebe wurden 1832 von Christian Getzner errichtet.
- Rathaus: An der Stelle des heutigen Rathauses stand früher der Gasthof Sonne, eine ehemalige Postkutschenstation. Diese wurde abgerissen und 1958 ein neues Rathaus errichtet. In den Jahren 2000 bis 2002 wurde es umgebaut und erweitert.
- Ramschwagsaal: Der Ramschwagsaal wurde von der Gemeinde Nenzing 1992 eröffnet und bietet Raum und Bühne für örtliche Vereine und Veranstaltungen.
- ARTENNE (1841; 2011): Die Artenne ist ein Bauernhaus in der Kirchgasse, das 1841 erbaut und 2011 als Ausstellungs- und Veranstaltungsraum eröffnet wurde. Es erhielt 2011 den Österreichischen Bauherrenpreis der Architektenkammer.
- Europaschutzgebiet Spirkenwälder Innergamp
- Europaschutzgebiet Spirkenwald Oberer Tritt

## Wirtschaft und Infrastruktur
Im Jahr 2003 gab es 88 Betriebe der gewerblichen Wirtschaft mit 2042 Beschäftigten und 182 Lehrlingen. Im Ort wohnten 2361 lohnsteuerpflichtige Erwerbstätige.
Einer der größten Betriebe ist die Firma Liebherr, die hier Hydroseilbagger, Raupenkrane sowie Spezialtiefbaumaschinen herstellt. Der ehemalige Bereich Schiffs- und Offshorekräne wurde in andere Werke ausgelagert. 2016 arbeiteten rund 1700 Mitarbeiter an diesem Liebherr-Standort.

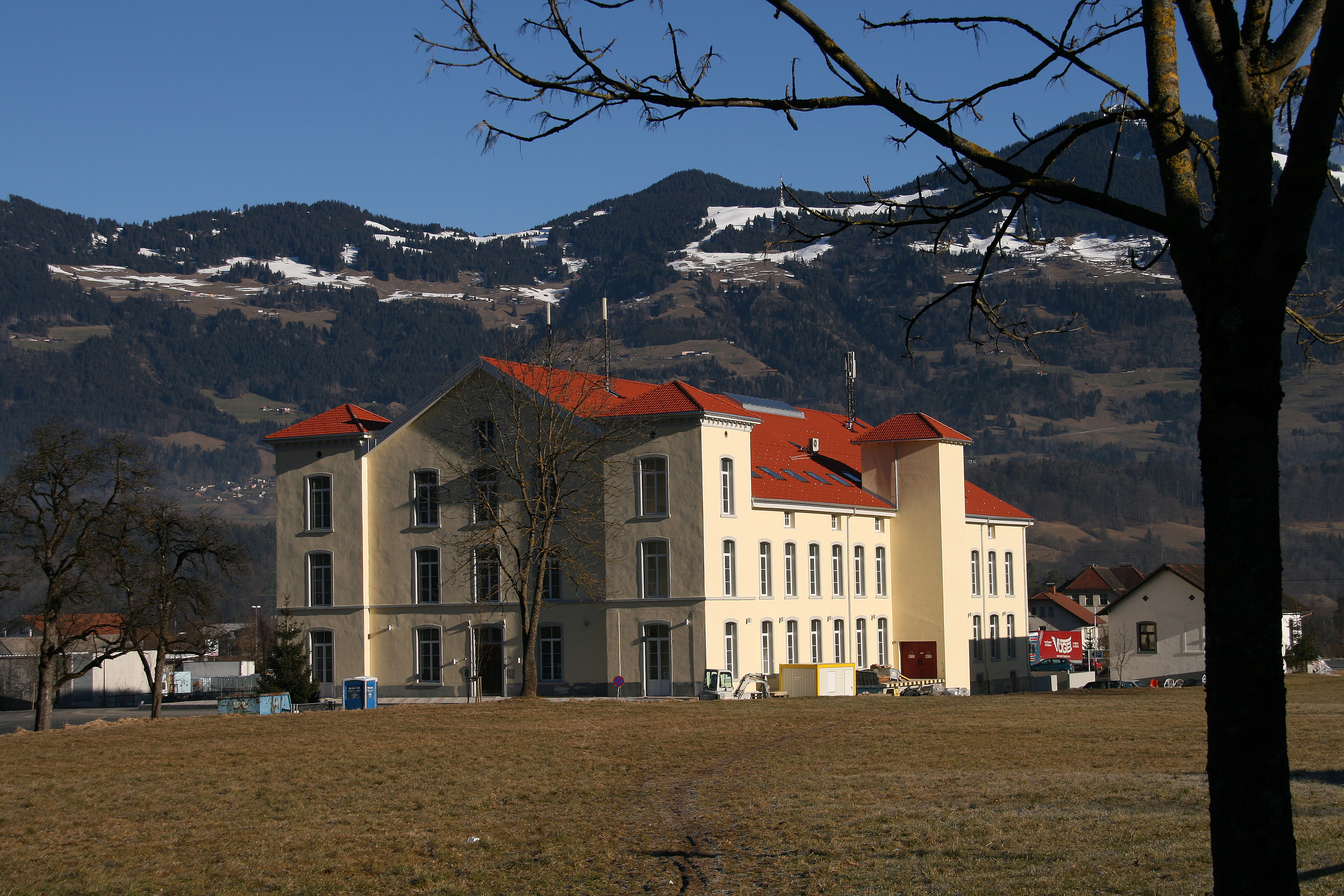
Spinnereigelände Getzner
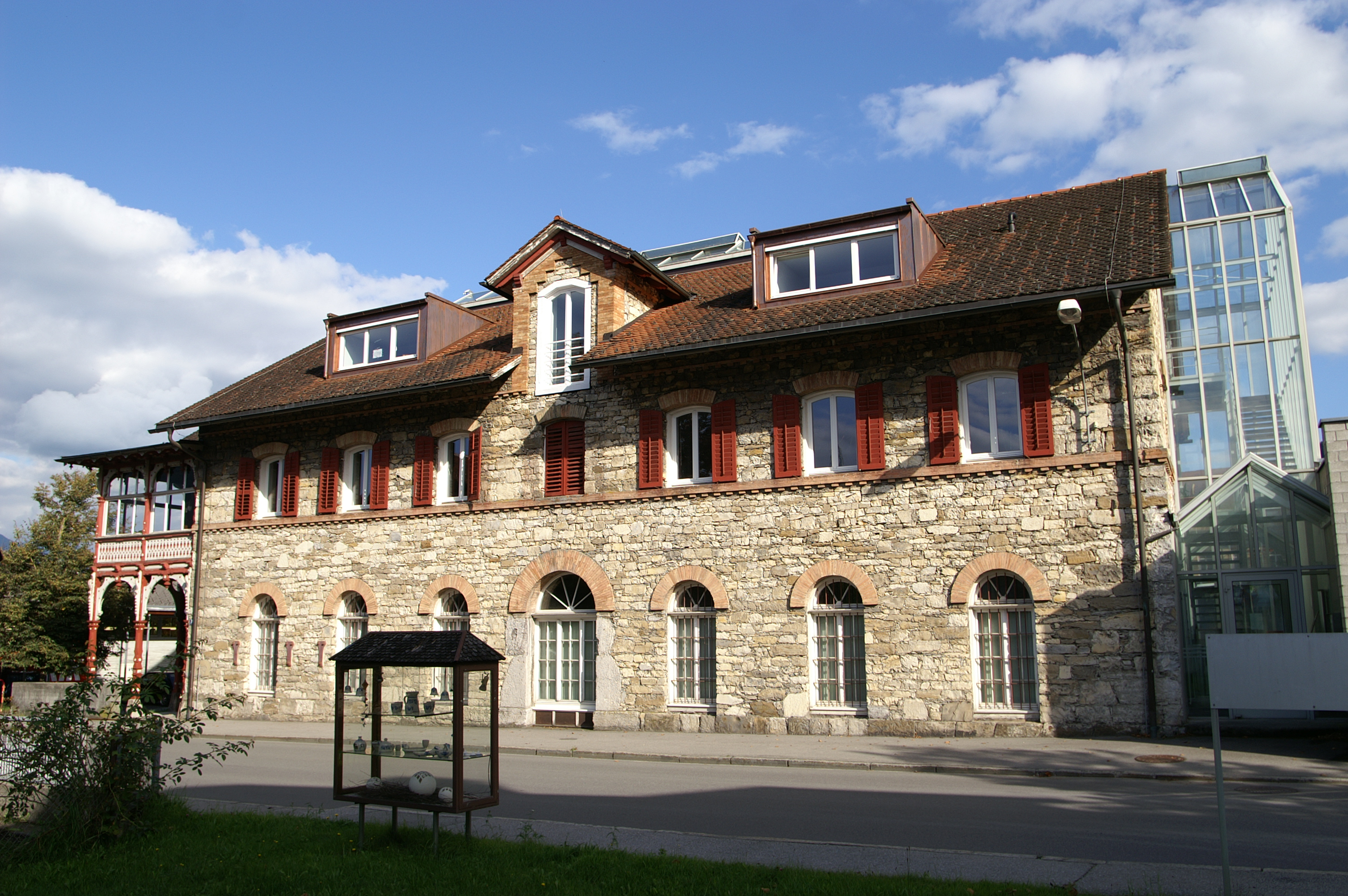
Metallwarenfabrik Schatzmann
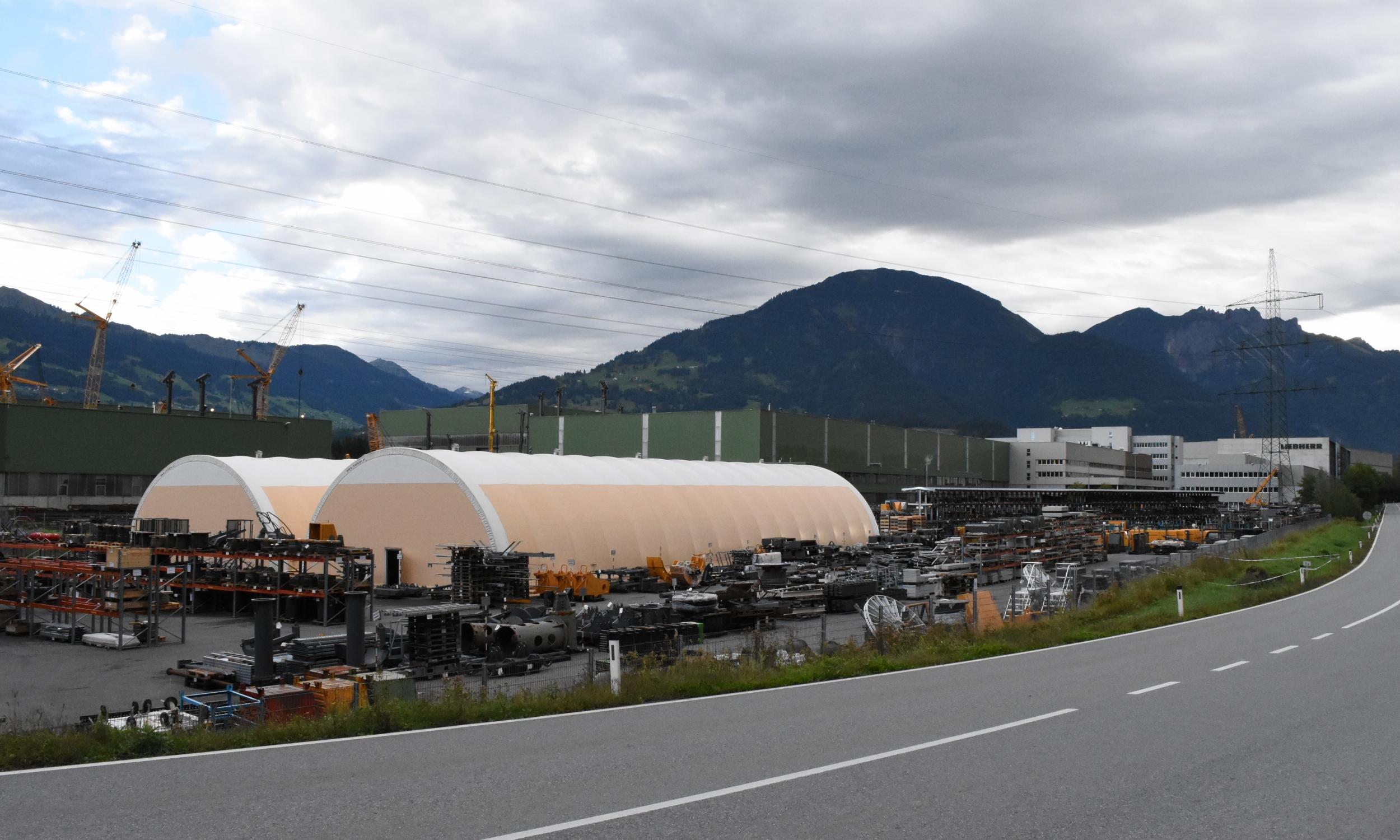
Liebherr-Werk in Nenzing

### Verkehr
- Straße: Nenzing hat einen Autobahnanschluss an die Autobahn A14 (Rheintal-/Walgauautobahn) in alle Richtungen (Bregenz und Bludenz), welcher sich nördlich des Gemeindezentrums befindet.
- Bahn: In der Gemeinde liegt die Haltestelle Nenzing, an dieser halten sowohl Züge der Linie S1 als auch REX in Richtung Lindau bzw. Bludenz. Weiters wird die Haltestelle von der Buslinie 76 angefahren, welche an der Haltestelle startet und bis Bludenz fährt. Außerdem gibt es beim Ortsteil Beschling die Haltestelle Schlins-Beschling, an welcher die S1 hält.

### Bildung
In Nenzing gibt es (Stand Juli 2022) fünf Kindergärten, vier Volksschulen und eine Mittelschule. Insgesamt besuchen dabei (Stand: 2020/21) 277 Schüler eine Volksschule und 293 Schüler eine Mittelschule.

## Politik

### Gemeindevertretung
In Vorarlberg wählen die Bürger alle fünf Jahre die Mitglieder der Gemeindevertretung durch Ankreuzen eines Listen-Wahlvorschlages bzw. durch Mehrheitswahl wenn kein Listenvorschlag vorliegt. Weiters den Bürgermeister durch Ankreuzen eines Wahlvorschlages.
Die Gemeindevertretung wählt in der konstituierenden Sitzung aus ihrer Mitte – sofern keine Wahl durch die Bürger zustande kam – gemäß § 61 Gemeindegesetz einen Bürgermeister und dann einen mindestens dreiköpfigen Gemeindevorstand. Die Zahl dieser „Gemeinderäte“ darf aber gemäß § 55 den vierten Teil der Zahl der Gemeindevertreter nicht übersteigen.
Der Bürgermeister führt den Vorsitz bei den generell öffentlichen Sitzungen der Gemeindevertretung, in denen kommunale Belange besprochen und Beschlüsse gefasst werden. Beobachter haben kein Mitspracherecht und kein Stimmrecht. Die Gemeindevertretung kann nach Bedarf Ausschüsse bestellen. Sitzungen des Gemeindevorstandes und der Ausschüsse sind nicht öffentlich.

#### Sitzverteilung nach den Wahlen
- Gemeindevertretungswahlen 1985: FPÖ 11, ÖVP 11, SPÖ 2.[14]
- Gemeindevertretungswahlen 1990: FPÖ 16, ÖVP 6, SPÖ 2.[15]
- Gemeindevertretungswahlen 1995: FPÖ 16, ÖVP 9, SPÖ 2.[16]
- Gemeindevertretungswahlen 2000: FPÖ 15, ÖVP 7, GRÜNE 3, SPÖ 2.[17]
- Gemeindevertretungswahlen 2005: FPÖ 13, ÖVP 8, SPÖ 3, GRÜNE 3.[18]
- Gemeindevertretungswahlen 2010: FPÖ 14, ÖVP 10, echt nenzing (GRÜNE) 2, Nenzinger Demokraten 1.[19]
- Gemeindevertretungswahlen 2015: FPÖ 16, Wir für Nenzing (ÖVP) 9, echt nenzing (GRÜNE) 2.[20]
- Gemeindevertretungswahlen 2020: FPÖ 13, Wir für Nenzing (ÖVP) 9, GRÜNE 5.[21]
- Gemeindevertretungswahlen 2025: Wir für Nenzing (ÖVP) 13, FPÖ 10, GRÜNE 4.[22]

### Bürgermeister
- 1919–1923 Christian Stooß (Landbund)

…
- 1945–1950 Anton Gantner[23]
- 1950–1965 Otto Marte[23]
- 1965–1975 Erich Schallert[23]
- 1975–1985 Kurt Kraft (ÖVP)[23]
- 1985–2003 Bruno Hummer (FPÖ)[23]
- 2003–2025 Florian Kasseroler (FPÖ)[23]
- seit 2025 Michael Hartmann (ÖVP)[24]

### Gemeindewappen
Das Gemeindewappen entstand im Jahre 1967 nach einem Entwurf des Schrunser Künstlers und Heraldikers Konrad Honold: Es stellt zwei nach links schreitende, goldgekrönte rote Leoparden dar. Dieses Wappen wurde am 6. Februar 1968 von der Vorarlberger Landesregierung an die Gemeinde verliehen.
Das Wappen ist abgeleitet von jenem des Rittergeschlechts der Herren von Ramschwag.

## Persönlichkeiten

### Ehrenbürger der Gemeinde
- Josef Marte (5. Oktober 1853 bis 21. April 1911) Landwirt, Vorsteher Gemeinde Nenzing, Landtagsabgeordneter, Mitglied des Landesausschusses
- Otto Marte (19. Februar 1893–1982) Landwirt, Bürgermeister Gemeinde Nenzing, Ökonomierat, Kassier der Pfarrei Nenzing durch 50 Jahre
- Georg Schelling (1906–1981), Priester und Journalist
- Karl Gamon (26. Dezember 1918 bis 15. März 2004) Oberstudienrat, Schulleiter Hauptschule Nenzing, Gründungsmitglied des Krankenpflegevereins Nenzing

### Söhne und Töchter der Gemeinde
- Michael Jutz (1859–1940), Nationalratsabgeordneter (CS)
- Edwin Hartmann (1910–1996), in Gurtis geborener nordischer und alpiner Skisportler
- Kurt Kraft (1927–2021), ehemaliger Bürgermeister und ehemaliger Landtagsabgeordneter
- Hermann Gamon (1929–2015), Skirennläufer und Trainer
- Herbert Zech (* 1948), Mediziner, Gynäkologe
- Manfred Honeck (* 1958), Dirigent und Bratschist
- Rainer Honeck (* 1961), Violinist und Konzertmeister der Wiener Philharmoniker
- Christof Moser (* 1964), Pianist, Komponist, Universitätsprofessor
- Simon Gächter (* 1965), Wirtschaftswissenschaftler
- Claudia Gamon (* 1988), NEOS Politikerin

### Personen mit Bezug zur Gemeinde
- Christian Stooß (1879–1958), Gemeindevorsteher und Landtagsabgeordneter